# Pasquale Festa Campanile
Pasquale Festa Campanile (Melfi, 28 de julho 1927 – Roma, 12 de fevereiro 1986) foi um cineasta, roteirista e escritor italiano. Autor prolífico, a sua carreira passou por variados géneros, mas ficou mais conhecido na comédia.

## Biografia
Nascido numa família de classe média, mudou-se para Roma em 1936 e começou a trabalhar como jornalista e crítico literário. Em 1947 tornou-se editor da revista literária «La Fiera» e em 1948 recebeu o prémio literário «La Caravella». Em 1951 recebe o prémio «Marzotto» de jornalismo. Neste período dedica-se também à rádio e à televisão.
Entra no mundo da Cinecittà como roteirista do filme Faddija - La legge della vendetta (1949) de Roberto Bianchi Montero. Volta em 1955 com o roteiro do filme Gli innamorati de Mauro Bolognini, filme que ganha o Nastro d'Argento. Em 1956, colabora na direcção do filme Poveri ma belli de Dino Risi. El 1957 publica o seu primeiro romance inspirado em episódios autobiográficos, La nonna Sabella, que recebeu os prémios «Re degli amici» e «Corrado Alvaro». O livro desperta a curiosidade no mundo do cinema.
Seguem-se os roteiros para filmes como Rocco e i suoi fratelli e  Il Gattopardo de Luchino Visconti.
Em 1963 aparece como director e são muitos os filmes que realiza, de diversos géneros, do drama à comédia, da sátira ao filme de época.
Em 1975 volta à literatura, publicando outras obras, algumas delas levadas por ele ao cinema, como La ragazza di Trieste, Il ladrone, Conviene far bene l'amore. Per amore, solo per amore (Premio Campiello 1984) foi levado ao cinema em 1993 por Giovanni Veronesi. 
Foi casado com a pintora Anna Salvatore e manteve relações sentimentais com as atrizes Catherine Spaak e Lilli Carati.

## Filmografia
- Un tentativo sentimentale (1963)
- Le voci bianche (1964)
- La costanza della ragione (1964)
- Una vergine per il principe (1965)
- Adulterio all'italiana (1966)
- La cintura di castità (1967)
- Il marito è mio e l'ammazzo quando mi pare (1967)
- La ragazza e il generale (1967)
- La matriarca (1968)
- Scacco alla regina (1969)
- Con quale amore con quanto amore (1969)
- Dove vai tutta nuda? (1969)
- Quando le donne avevano la coda (1970)
- Il merlo maschio (1971)
- Quando le donne persero la coda (1971)
- La calandria (1972)
- Jus primae noctis (1972)
- L'emigrante (1973)
- Rugantino (1973)
- La sculacciata (1974)
- Conviene far bene l'amore (1975)
- Dimmi che fai tutto per me (1976)
- Il soldato di ventura (1976)
- Autostop rosso sangue (1977)
- Cara sposa (1977)
- Come perdere una moglie e trovare un amante (1978)
- Sabato, domenica e venerdì, episodio "Domenica" (1979)
- Il corpo della ragassa (1979)
- Gegè Bellavita (1979)
- Il ritorno di Casanova (1980)
- Il ladrone (1980)
- Qua la mano (1980)
- Nessuno è perfetto (1981)
- Culo e camicia (1981)
- Manolesta (1981)
- Bingo Bongo (1982)
- La ragazza di Trieste (1982)
- Più bello di così si muore (1982)
- Porca vacca (1982)
- Un povero ricco (1983)
- Il petomane (1983)
- Uno scandalo per bene (1984)

## Obra Literária
- La nonna Sabella
- La strega innamorata (1985)
- Buon Natale, buon anno
- Per amore, solo per amore
- Conviene far bene l'amore
- La ragazza di Trieste
- Il peccato
- Il ladrone

## Ligações Externas
- Pasquale Festa Campanile. no IMDb.